# پل سی پله
پل سی پله (کر و دِت) مربوط به دوران‌های تاریخی پیش از اسلام در دوره ساسانی است و در شهرستان کوهدشت، بخش طرهان، دهستان طرهان غربی نزدیک روستای سرطرهان واقع شده و این اثر در تاریخ ۲۵ اسفند ۱۳۷۹ با شمارهٔ ثبت ۳۵۱۱ به‌عنوان یکی از آثار ملی ایران به ثبت رسیده است. پل در تنگترین بستر رودخانه سیمره، در محلی بنام سی پله Sipela واقع شده است این پل در مسیر یکی از راه‌های باستانی قرار داشته که سبب ارتباط بین‌النهرین با ایران از مسیر کرمانشاهان، ایلام و لرستان (طرهان) به ایران غربی بوده است. پل یاد شده دارای ۴ چشمه طاق بوده که اکنون تنها دو چشمه طاق آن باقی است. پنهای هر پا یه آن ۵/۶ متر و طول آن ۱۷ متر است. اندازه سنگهایی که در پایه به کار رفته ۶۰×۶۰×۱۰۰سانتیمتر و بعضی نیز بزرگترند. روی هریک از این سنگها علامت مشخصی کنده شده است. مصالح بنا از گچ و سنگ است. در آثار مورخان دوره اسلامی اشاره‌ای به این پل نشده است.